# Lindera oxyphylla
Lindera oxyphylla är en lagerväxtart som beskrevs av Joseph Dalton Hooker. Lindera oxyphylla ingår i släktet Lindera och familjen lagerväxter. Inga underarter finns listade i Catalogue of Life.